# Lägenhetsregistret
Lägenhetsregistret är ett landsomfattande register för bostadslägenheter i Sverige, upprättat enligt lagen (2006:378) om lägenhetsregister. Det ligger bland annat till grund för folk- och bostadsräkningar.
Registret upprättades av Lantmäteriet och var färdigt för hela landet den 1 november 2010. Därefter tog kommunerna över och håller registret ständigt uppdaterat. 
Uppgifterna till lägenhetsregistret hämtas dels från fastighetsregistret och dels från fastighetsägare som äger flerbostadshus. Även ägare av småhus som har lägenheter till uthyrning ska lämna uppgifter om dessa lägenheter till registret.
För lägenheter i flerfamiljshus finns ett fyrsiffrigt lägenhetsnummer som bokförs i registret. De två första siffrorna anger lägenhetens våningsplan, där 10 betyder entréplan eller gatuplan eller en halvtrappa upp, 11 närmast högre våning och 09 närmast lägre våning. De två sista siffrorna är ett löpnummer för lägenhetens ingångsdörr inom våningsplanet, räknat från vänster till höger från trappan: 01, 02, 03, och så vidare.
Lägenhetsnumret ingår i bostadens adress, det anges efter förkortningen "lgh" på samma rad som gatuadressen och skall inte förväxlas med det objektsnummer som av en hyresvärd eller bostadsrättsförening kan ha åsatt lägenheten i den interna lägenhetsförteckningen och som ofta har ett annat antal siffror.  Det ursprungliga syftet med registrets inrättande var att ta fram statistik och Skatteverket fick i uppgift att föra in uppgifterna i folkbokföringen..

## Fotnoter
1. 1 2  Lag om lägenhetsregister (2006:378)
2. ↑  ”Lägenhetsregistret upprättat i hela Sverige”. Fastighetsägarna Sverige. 4 november 2010. Arkiverad från originalet den 5 mars 2016. https://web.archive.org/web/20160305025732/http://www.fastighetsagarna.se/aktuellt-och-opinion/nyheter/nyheter-2010/lagenhetsregistret-upprattat-i-hela-sverige.
3. ↑  https://www.lantmateriet.se/globalassets/fastigheter/fastighetsinformation/instruktioner_lagenhetsnumrering.pdf Lantmäteriet: Instruktioner för lägenhetsnumrering, Version 1.1   2014‐03‐03 (läst 2023-06-08)
4. ↑  https://www.skatteverket.se/privat/folkbokforing/flyttanmalan/lagenhetsnummer.4.18e1b10334ebe8bc8000595.html Skatteverket: Lägenhetsnummer (läst 2023-06-08)
5. ↑  ”Syfte och bakgrund”. Lantmateriet.se. https://www.lantmateriet.se/sv/Fastigheter/Fastighetsinformation/Lagenhetsregistret/syfte-och-bakgrund/. Läst 21 januari 2021.